# 根塚洸雅
根塚 洸雅（ねづか こうが、1998年9月15日 - ）は、ジャパンラグビーリーグワンクボタスピアーズ船橋・東京ベイに所属するラグビー選手。

## プロフィール
- 兵庫県尼崎市出身[2]。
- ポジションはウィング(WTB)、センター(CTB)、フルバック(FB)。
- 身長 175 cm、体重 87 kg
- 愛称はこーが、コーギー。
- 兄の聖冴もラグビー選手[3](現・三重ホンダヒート)。
- ジュニア・ジャパンに選ばれた[4]。
- 日本代表キャップは3。（2024年7月13日現在）
- U20日本代表に選ばれた経験がある[5]。

## 来歴
幼稚園からラグビーを始めた。
2017年、東海大仰星高校卒業後、法政大学に入学。
2020年、法政大学ラグビー部の主将に就任。
2021年、法政大学卒業後、クボタスピアーズ(現・クボタスピアーズ船橋・東京ベイ)に加入。
2022年2月26日に行われたJAPAN RUGBY LEAGUE ONE第7節トヨタヴェルブリッツ戦にて先発出場で公式戦初出場を果たした。同年5月30日、リーグワンアワードで初代新人賞に選ばれる。同年6月18日に行われたリポビタンDチャレンジカップ2022ウルグアイ戦にて先発出場で日本代表初キャップを獲得して、デビュー戦でトライを挙げた。

## 受賞歴
- 2022リーグワンベスト15(WTB) 新人賞 ベストラインブレイカー